# إنكلينج (سبلاتون)
Inklings او إنكلينج هي أنواع خيالية من الحبار الأرضي وهي الشخصيات الأساسية القابلة للعب في سلسلة ألعاب الفيديو الthird person shooter Splatoon من شركة Nintendo اليابانية. لقد ظهروا ايضا الإنكلينج ككروس أوفر في بعض من سلسلات نينتيندو الأخرى مثل Mario Kart 8 Deluxe و Super Smash Bros.

## الفكرة والتصميم
كانت شخصيات لاعبفي سبلاتون في الاصل على شكل ارانب مجسمة قادرة على التحرك في الحبر الذي ترميه مع ، وقد تم النظر في هذا الاختيار لأن الأرانب حيوانات إقليمية للغاية بطبيعتها. ولاكن لم يلهمو المصممين حيث ظنُ ان هنالك نوع من عدم التوافق بين شكل الارنب و طريقة اللعب. جاء المصممون بفكرة Inklings التي تشبه الحبار و التي كانت قادرة على الإختبار و السباحة في الحبر.  ظن فريق التطوير ان الشكر الصاروخ لرؤس الإنكلينج مناسبا لهم .  عندما جاء فريق التطوير الى تصميم الإنكلينج ركزوا بشكل اكبر على ان يكونو أنثى و ذلك لأن في ذلك الوقت لم يكون هنالك الكثير من البطلات في العاب نينتيندو باستثناء samus.  تم تصميم Inklings ليكون مراهقين لأن المطورين أرادوا إعطاء صورة شخصية قوية ومتمردة ، مع امتلاك موقف "رائع".

## الظهورات
ظهروا الإنكلينج اصليا كشخصيات قابلة للعب في Splatoon ، و عادو في Splatoon 2 و Splatoon 3 .    ظهروا الإنكلينج ايضا كشخصية قتالية في Super Smash Bros. Ultimate وكسائقين في Mario Kart 8 Deluxe .   كذالك ذهرة عدة أزياء للإنكلينج في Animal Crossing: Pocket Camp .  و ايضا في Taiko no Tatsujin . حيث ظهروا كلباس للنشخة الانثى  تم تقديم الملابس المستوحاة من Inkling أيضًا إلى Miitomo . 